# Zethenia nonnotota
Zethenia nonnotota är en fjärilsart som beskrevs av Felix Bryk 1948. Zethenia nonnotota ingår i släktet Zethenia och familjen mätare. Inga underarter finns listade i Catalogue of Life.